# 山田香菜子
山田 香菜子（やまだ かなこ、1982年4月7日 - ）は、関東地方を拠点に活動する日本のフリーアナウンサー、書家。ジョイスタッフ所属。

## 来歴
福岡県柳川市出身。福岡県立伝習館高等学校、千葉大学園芸学部緑地・環境学科卒業。
大学を卒業後、2005年4月に山口朝日放送 (yab) に入社。アナウンサーとしての採用であるが、同局では取材のアポ取りからカメラ撮影、テロップ入れに至るまで番組制作のあらゆる作業に携わっていた。また、地上デジタル放送推進大使も務めていた。自社のローカル番組のほか、朝日放送の『朝だ!生です旅サラダ』やテレビ朝日の『サンデースクランブル』にもリポーターとして出演することがあった。
2011年12月末に山口朝日放送を退社し、2012年1月からジョイスタッフ所属のフリーアナウンサーとして活動。また、同年4月から2015年4月までテレビ埼玉の契約アナウンサーを務めていた。
番組で樹木のコーナーを担当したのをきっかけに樹木医を志すようになり、英語留学で2015年4月から9月までフィリピンに、同年10月から12月までアメリカ合衆国に滞在した後、かつて自身が通っていた千葉大学園芸学部の科目等履修生となる。そしてアナウンサーの仕事を続けながら2017年まで同大学に通い、その後も女性樹木医のもとで木の治療に携わるなどして実務経験を積んでいる。
特技は、6歳の頃から続けている書道。社会人になってからは書道研究玄游会（山口県山陽小野田市）で指導を受けており、会から十段に認定されている。2016年からは書家としても活動し、テレビ番組のタイトルロゴ揮毫を請け負うなどしている。雅号は紫蘭。
結婚後は横浜市に在住。
2019年2月12日、男児を3020gで出産。

## 担当番組

### 山口朝日放送
- YABチャンネル[11]
- yabニュース
- ステーションY（2005年10月 - 2009年3月）[11] - 同番組内で放送のブロックネット企画「ぐるりん瀬戸内」にも出演。
- DO-YO-DA!! - 中継リポーター
- 青い空が好きっ! - 進行役
- Jチャンやまぐち - キャスター（2009年3月 - 2011年9月）

### フリー転向後
- ごごたま（テレビ埼玉） - MC（2012年4月 - 2015年4月）
- ボビー's スタジアム（テレビ埼玉） - ナレーター（2012年4月 - 2015年3月）
- News & Weather 平日昼版（テレビ埼玉） - 不定期出演
- テレ玉くんのうた（テレビ埼玉）
- ぐんま!トリビア図鑑（群馬テレビ）
- くにまるジャパン 極（文化放送） - 中継リポーター
- 旬感！ぶんきょうタイム（東京ケーブルネットワーク 文京区民チャンネル） - キャスター[12]
- 地域情報便じもっと！！（横浜ケーブルビジョン）- MC[13]